# Eladio Herrera
Eladio Óscar Herrera est un boxeur argentin né le 9 février 1930 à Buenos Aires et mort le 25 novembre 2014.

## Biographie
Eladio Herrera participe aux Jeux olympiques d'été de 1952 en combattant dans la catégorie des poids super-welters et remporte la médaille de bronze.

## Palmarès

### Jeux olympiques
- Médaille de bronze en -71 kg en 1952 à Helsinki,  Finlande